# شایتت ۱۳
شایِتِت ۱۳ (در عبری: שייטת ۱۳) به معنای ناوگان کوچک ۱۳، نام یکی از سه یگان تکاوری فوق ویژه نیروی دریایی ارتش اسرائیل است. یگان فوق ویژه تکاوری شایتت ۱۳، یکی از سه یگان فوق ویژه اصلی در ارتش اسرائیل و یکی از سه یگان ویژه تحت امر نیروی دریایی ارتش اسرائیل است. شایِتِت ۱۳ مسئولیت برخی از «عملیات‌های نجات» و «عملیات‌های ضدتروریستی» ارتش اسرائیل را برعهده دارد.
نیروهای یگان فوق ویژه تکاوری شایتت ۱۳، قابلیت حمله زمینی، هوایی و دریایی را دارند و تنها مختصر به نیروی دریایی ارتش اسرائیل نمی‌شوند. این نیروها وظیفه حملات دریایی ضربتی، عملیات‌های پنهانی و مخفی در عمق خاک دشمن و قابلیت حملات هم‌زمان را دارند.
پایگاه دریایی اتلیط، مرکز یگان تکاوری فوق ویژه شایتت ۱۳ و یکی از هشت پایگاه اصلی نیروی دریایی ارتش اسرائیل است. یگان شایتت ۱۳ تمرین‌های منظم نظامی‌ای را با یگان فوق ویژه نیروی دریایی ایالات متحده آمریکا انجام می‌دهد.

## جنگ‌ها و نبردهای کلاسیک شایتت ۱۳
فهرست زیر شامل نبردهای رسمی و جنگ‌هایی است که یگان شایتت ۱۳ رسماً در آن‌ها شرکت داشته است.
- جنگ شش روزه
- جنگ اصطکاک
- جنگ یوم کیپور
- جنگ لبنان (۱۹۸۲)
- درگیری‌های جنوب لبنان ۱۹۸۲ تا ۲۰۰۲
- انتفاضه اول
- انتقاضه الاقصی
- جنگ لبنان (۲۰۰۶)

## تاریخچه عملیات‌ها

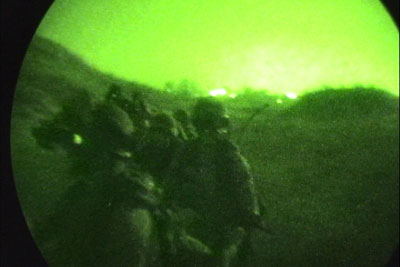
تصویری از «عملیات صور» که در طول جنگ لبنان و اسرائیل (۲۰۰۶) به وسیله یکی از تکاوران یگان شایتت ۱۳ به وسیله دوربین دید در شب برداشته شده است.

- در تاریخ ۴ نوامبر ۲۰۰۹ میلادی، یک تیم عملیاتی از واحد ویژهٔ شایتت ۱۳[۳] موفق شدند تا یک کشتی حامل صدها تن جنگ‌افزار و مهمات را در آب‌های شرق مدیترانه توقیف کرده و به بندر اِشدود منتقل کند. کشتی حامل ۴۰۰ کانتینر بوده که در ۳۶ کانتینر آن انواع مهمات و جنگ‌افزار جاسازی شده بود.[۴][۵]
- عملیات انصاریه: در تاریخ ۸ سپتامبر ۱۹۹۷ میلادی، تیم کوچکی از این واحد با یک عملیات نفوذ به خاک لبنان در روستای «انصاریه» که یکی از روستاهای حاشیه شهر صور در عمق مناطق آزاد شده جنوب لبنان است، در تله نیروهای حزب‌الله لبنان قرار گرفت. و یازده تن از نیروهای آن کشته شدند.[۶] به عقیده سید سمیه طباطبایی در کتاب «حزب‌الله» هدف اسرائیل از این عملیات ربودن رهبران حزب‌الله بود. چگونگی اجرای کمین موفق حزب‌الله لبنان هنوز اعلام نشده است. در این عملیات یوسف کورکین فرمانده گروه نیز کشته شد.[۷]